# Sonia Rocca
Pour les articles homonymes, voir Rocca.
Sonia Rocca , née le 5 avril 1976 à Bergame, est une coureuse cycliste italienne, elle remporte en 1999 une étape du Tour d'Italie.

## Biographie
Elle remporte la 11e étape du Tour d'Italie 1999 devant la biélorusse Zinaida Stahurskaia et la russe Svetlana Boubnenkova. La même année, elle termine deuxième du championnat d'Italie sur route.  

## Palmarès sur route

### Par années
- 1995
  - 2e de Ruta Mexico
- 1999
  - 11e étape du Tour d'Italie
  - 2e du championnat d'Italie sur route
  - 2e de Ronde van de Piave

### Résultats sur les grands tours

#### Tour d'Italie
7 participations :
- 1996 : 59e
- 1997 : 35e
- 1998 : 38e
- 1999 : 33e et vainqueure de la 11e étape
- 2000 : 42e
- 2001 : 54e
- 2003 : 89e